# ES Viry-Châtillon
L'Entente Sportive Viry-Châtillon es un equipo de fútbol de Francia que milita en la Liga Regional 1 de la Isla de Francia, sexta liga de fútbol más importante del país.
Juega de local en el Stade Henri Longuet, que tiene una capacidad de 5.700 espectadores.

## Historia
Fue fundado en el año 1958 en la comuna francesa de Viry-Châtillon ubicada en París tras la fusión de los equipos L'Union Sportive de Viry (fundado en 1932) y el FC Viry (fundado en 1952) y en el año 2008 se fusionaron con el AS Evry, aunque el equipo permaneció con su nombre original.
En el 2018 el club descendió a la categoría regional por secretaría desde el Championnat National 2, luego de sufrir dificultades financieras.

## Jugadores

### Jugadores destacados
- Thierry Henry
- Jonathan Zebina
- Grégory Sertic
- Rudi García
- Aliou Cissé
- Chris Mavinga
- Paul-Georges Ntep